# 編年史 (塔西佗)
《編年史》（拉丁語：Annales），又稱作《羅馬編年史》、《羅馬帝國編年史》，古羅馬史書。由塔西佗撰写。塔西佗（生卒：約55年─120年）為羅馬帝國時代史家，以拉丁文寫成本書，原書有16卷或18卷，現時第7至10卷已佚，其餘各卷則是完整或部份保存下來。書中主要內容，上自公元14年羅馬皇帝奧古斯都去世及提比留繼位，下至尼祿皇帝時期（現存內容至66年）。本書對研究羅馬帝國早期歷史具有一定價值，並因作者的文筆風格，使其成為重要的文學作品。
在塔西佗的《編年史》第15卷第44章中，曾提及耶穌基督和早期的基督徒，並提及耶穌基督被本丟彼拉多判處釘死在十字架上面的事情。而多數的學者都認為相關記載是真實的，相關的段落是出自塔西佗本人的手筆，而非後人蓄意添加或改造的。

## 本書的編撰

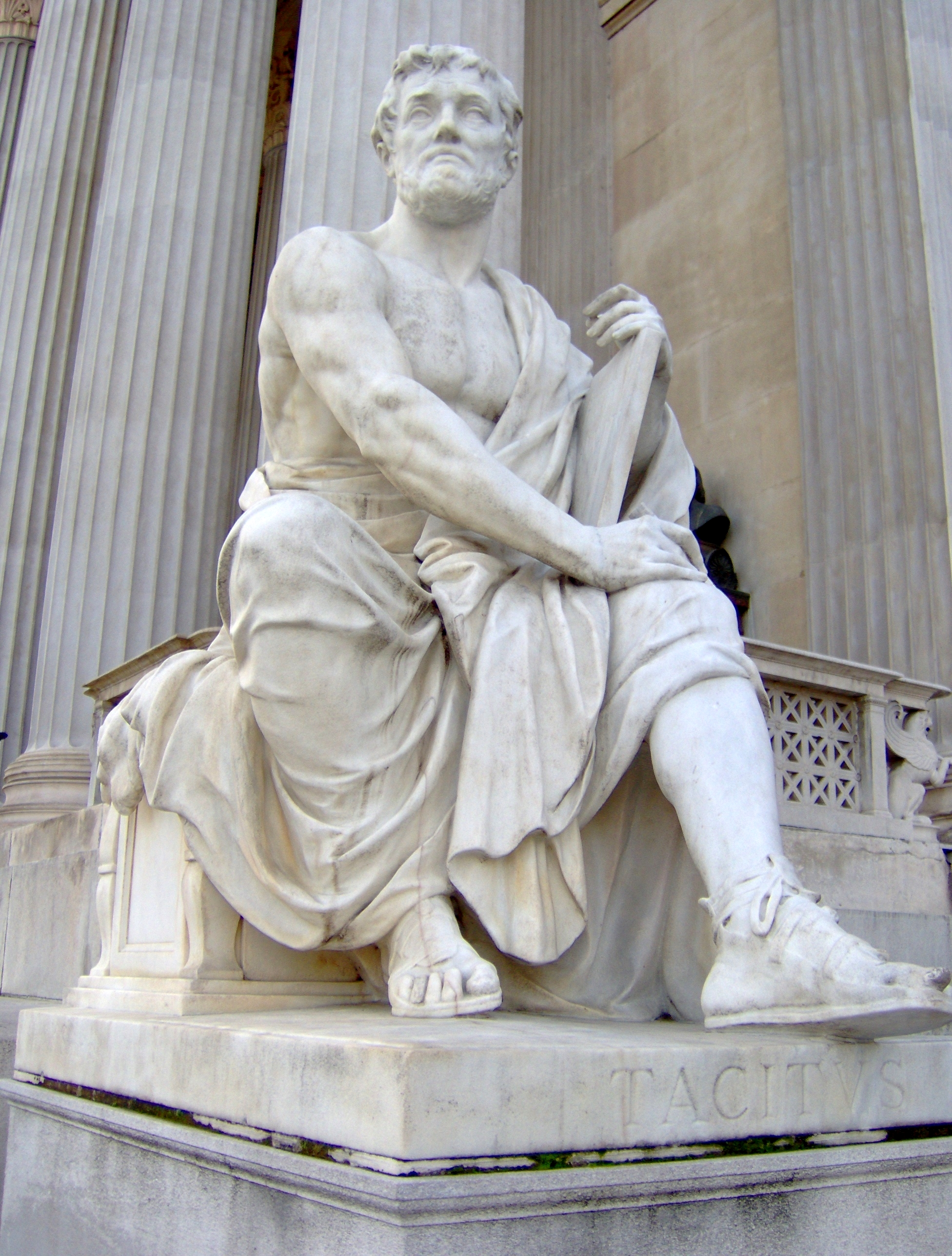
《編年史》作者塔西佗

《編年史》的作者是羅馬帝國時期史家塔西佗。塔西坨出身著名氏族，曾歷任軍團將領、行省財務官、祭司團、行政長官、執政官，經歷過人稱暴君的圖密善統治時期。本書是塔西佗晚年的作品，也是其最後、最有名的一部作品，發表時間可能在116年至117年間，也可能在去世時仍没有編撰完成。塔西陀在編撰本書之前，曾寫了一本《歷史》，其內容所涉及的年代則是在本書之後（《歷史》現代部份包括69年元旦─70年8月），兩本書對於敍述帝國初期的歷史，構成了一個整體。塔西佗編撰《編年史》的動機，與他經歷過的政局有關，據學者指出，因他曾身處「暴君」圖密善統治，此一痛苦回憶令他想了解共和政體如何演變成暴政，於是便撰寫本書，以探索帝國初期的歷史。
本書的資料取材，與塔西坨的個人地位以及當時羅馬書籍流傳情況有關。當時羅馬已有抄寫和販售書籍的行業（類似於出版業），書籍浩瀚，塔西佗有機會接觸各種史料和歷史專著。加上他本人曾歷任多個官職，具有社會地位，而他又是《編年史》裡的登場人物之一，編撰本書時能參考大量檔案材料、當事人追述和回憶，以及個人經歷，都屬第一手材料。後世學者認為，塔西佗引用到的前人著作，包括奥菲狄乌斯·巴苏斯、老普林尼、辛尼加等人物的回憶錄，這些著作現在多已失傳。

## 本書篇幅
塔西佗《編年史》的內容篇幅大致如下：
- 第1卷：記述公元14年和15年間的事情。
- 第2卷：記述公元16年到19年間的事情。
- 第3卷：記述公元20年到22年間的事情。
- 第4卷：記述公元23年到28年間的事情。
- 第5卷：應為記述公元29年到31年間的事情。有殘缺。
- 第6卷：記述公元32年到37年間的事情。有殘缺。
- 第7卷：己佚。
- 第8卷：己佚。
- 第9卷：己佚。
- 第10卷：己佚。
- 第11卷：記述公元47年到48年間的事情。有殘缺。
- 第12卷：記述公元49年到54年間的事情。
- 第13卷：記述公元55年到58年間的事情。
- 第14卷：記述公元59年到62年間的事情。
- 第15卷：記述公元62年到65年間的事情。
- 第16卷：記述公元65年到66年間的事情。此卷後面部份遺失。

※中國大陸學者王以鑄、崔妙因指出，學術界裡有說法指《編年史》應有18卷。

## 書中觀點
塔西佗在《編年史》中，以傾心共和體制，藐視皇帝的觀點編寫歷史。塔西佗曾在書中提到：「又有誰是真正看見過共和國的呢」；「世界的局面改變了，渾厚淳樸的羅馬古風業已蕩然無存。政治上的平等已經成為陳舊過時的信念，所有的人的眼睛都在望著皇帝的敕令。」對此，美國史家J·W·湯普森指出：「（塔西佗）內心傾向共和，因為他相信共和政體比君主政體更有利於自由，儘管他坦白承認由於公眾道德墮落和羅馬勢力的巨大擴張，結果共和國業已崩潰，需要一個帝國。這樣，由於他並非誠心誠意地忠於帝國，而且對皇帝懷恨或藐視，因而在塔西佗筆下的歷史對羅馬帝國早期的人物和事件都流露出深刻的反感。」與此同時，正因塔西佗編撰本書時有意指控皇帝，因而不大關心弄清事實說明真相，卻是在意以高超的諷刺技巧落筆。

## 後世評價
塔西佗《編年史》在後世備受重視，因而亦被人們作過不少評價。
西方史家J·W·湯普森以審慎的態度，指出「其作品（《編年史》）可以當作一位文學天才來閱讀，但不能當作一位歷史家來閱讀。是否忠於歷史真實的問題上，閱讀塔西佗的著作時，必須极端謹慎」。
中國大陸學者王以鑄、崔妙因等認為，由於「帝國初期的許多史書已經失傳，僅就傳世的作品來看，通過比較、核對，我們不能不承認：塔西佗的著作儘管在史實方面有錯誤或不準確的地方，但總的說來是可以相信的。作者的寫作態度無疑是嚴肅認真的。當然，為了本身的政治目的，他對材料有所取捨，但也只能說是材料的取捨，卻從來沒有發現捏造和歪曲的地方」。

## 中文譯本情況
《編年史》的中文譯本方面，現時有中國大陸學者王以鑄、崔妙因的譯本，簡體字版本由北京商務印書館出版，繁體字版本由臺灣商務印書館出版，此外還有賀嚴、高書文的譯本（譯名《羅馬帝國編年史》），由中國社會科學出版社出版。

## 引用來源
1. ↑  申海田、林吉玲主編《中外文史名人名著詞典·「＜羅馬編年史＞」條》，山東大學出版社，614頁。
2. 1 2  塔西佗《羅馬帝國編年史》，中國社會科學出版社。
3. ↑  P.E. Easterling, E. J. Kenney (general editors), The Cambridge History of Latin Literature, page 892 (Cambridge University Press, 1982, reprinted 1996). ISBN 0-521-21043-7
4. ↑  Van Voorst 2000，第39-53頁.
5. ↑  塔西佗《編年史》王以鑄、崔妙因《關於塔西佗》，北京商務印書館，11─13頁。
6. ↑  塔西佗《歷史》王以鑄、崔妙因《中譯者的話》，北京商務印書館，5頁。
7. ↑  塔西佗《編年史》王以鑄、崔妙因《關於塔西佗》，北京商務印書館，16─17頁。
8. ↑  塔西佗《編年史》王以鑄、崔妙因《關於塔西佗》，北京商務印書館，24頁。
9. 1 2  J·W·湯普森《歷史著作史》上卷第一分冊，謝德風譯，北京商務印書館，125頁。
10. ↑  以下各項，參考塔西佗《編年史》，《本書提要》，北京商務印書館，29─52頁。
11. ↑  塔西佗《歷史》王以鑄、崔妙因《中譯者的話》，北京商務印書館，18頁。
12. ↑  塔西佗《編年史》第一卷，北京商務印書館，4─5頁。
13. ↑   J·W·湯普森《歷史著作史》上卷第一分冊，謝德風譯，北京商務印書館，126頁。
14. ↑  塔西佗《編年史》王以鑄、崔妙因《關於塔西佗》，北京商務印書館，24─25頁。
15. ↑  塔西佗《編年史》，北京商務印書館。
16. ↑  臺灣商務印書館──塔西佗《編年史》[永久]